# اورگرین (آلاباما)
اورگرین (به انگلیسی: Evergreen) شهری در شهرستان کونه کاه ایالت آلاباما است که مساحت آن ۴۰٫۸۷ کیلومتر مربع است و در سرشماری سال ۲۰۱۰ میلادی، ۳٬۹۴۴ نفر جمعیت داشته و تراکم جمعیتی آن، ۹۶٫۵ نفر در هر کیلومتر مربع بوده است.